# Kábítószer-függőség
A kábítószer-használati zavar vagy kábítószer-függőség a kábítószerek tartós használata annak ellenére, hogy jelentős károkat és káros következményeket okoz önmagának és másoknak. A kapcsolódó kifejezések közé tartoznak a kábítószer-használati problémák és a problémás kábítószer- vagy alkoholfogyasztás.
A kábítószer-használati rendellenességek eltérnek egymástól az átlagos megjelenési életkor tekintetében. Nem ritka, hogy a kábítószer-függőségben szenvedők más mentális zavarokkal is küzdenek. A szerhasználati zavarokat mentális, érzelmi, fizikai és viselkedési problémák sora jellemzi, mint például a krónikus bűntudat; képtelenség az anyag(ok) fogyasztásának csökkentésére vagy abbahagyására az ismételt próbálkozások ellenére; járművezetés ittas állapotban; és fiziológiai elvonási tünetek. A kábítószer-függőségben gyakran előforduló kábítószer-osztályok a következők: alkohol (alkoholizmus); kannabisz; opioidok; stimulánsok, mint a nikotin (beleértve a dohányt), kokain és amfetaminok; benzodiazepinek; barbiturátok; és egyéb anyagok.
A Mentális zavarok diagnosztikai és statisztikai kézikönyvének 5. kiadásában (2013), más néven DSM-5-ben a DSM-IV diagnózisai, a szerrel való visszaélés és a szerfüggőség a szerhasználati zavarok kategóriájába olvadtak össze. A szerhasználati zavarok súlyossága széles skálán mozoghat; a DSM-5 diagnózisában az egyén szerhasználati zavarának súlyosságát enyhe, közepes vagy súlyosnak minősítik az alapján, hogy a 11 diagnosztikai kritérium közül hány teljesül. A Betegségek Nemzetközi Osztályozása 11. revíziója (ICD-11) a szerhasználati zavarokat két kategóriára osztja: (1) káros szerhasználati minta; és (2) szerfüggőség.
2017-ben globálisan 271 millió ember (a felnőttek 5,5%-a) a becslések szerint használt egy vagy több tiltott kábítószert. 2017-ben ebből 35 millióan szenvedtek anyaghasználati zavarban. 2016-ban további 237 millió férfi és 46 millió nő szenvedett alkoholhasználati zavarban. A 2016-os adatok szerint további 237 millió férfi és 46 millió nő szenvedett alkoholhasználati zavarban. 2017-ben a tiltott szerekből származó szerhasználati rendellenességek közvetlenül 585 000 halálesetet okoztak. 2017-ben az alkoholtól eltérő kábítószer-használatból eredő közvetlen halálesetek száma 2000 és 2015 között több mint 60 százalékkal nőtt. 2016-ban az alkoholfogyasztás további 3 millió ember halálát okozta.

## Etiológia

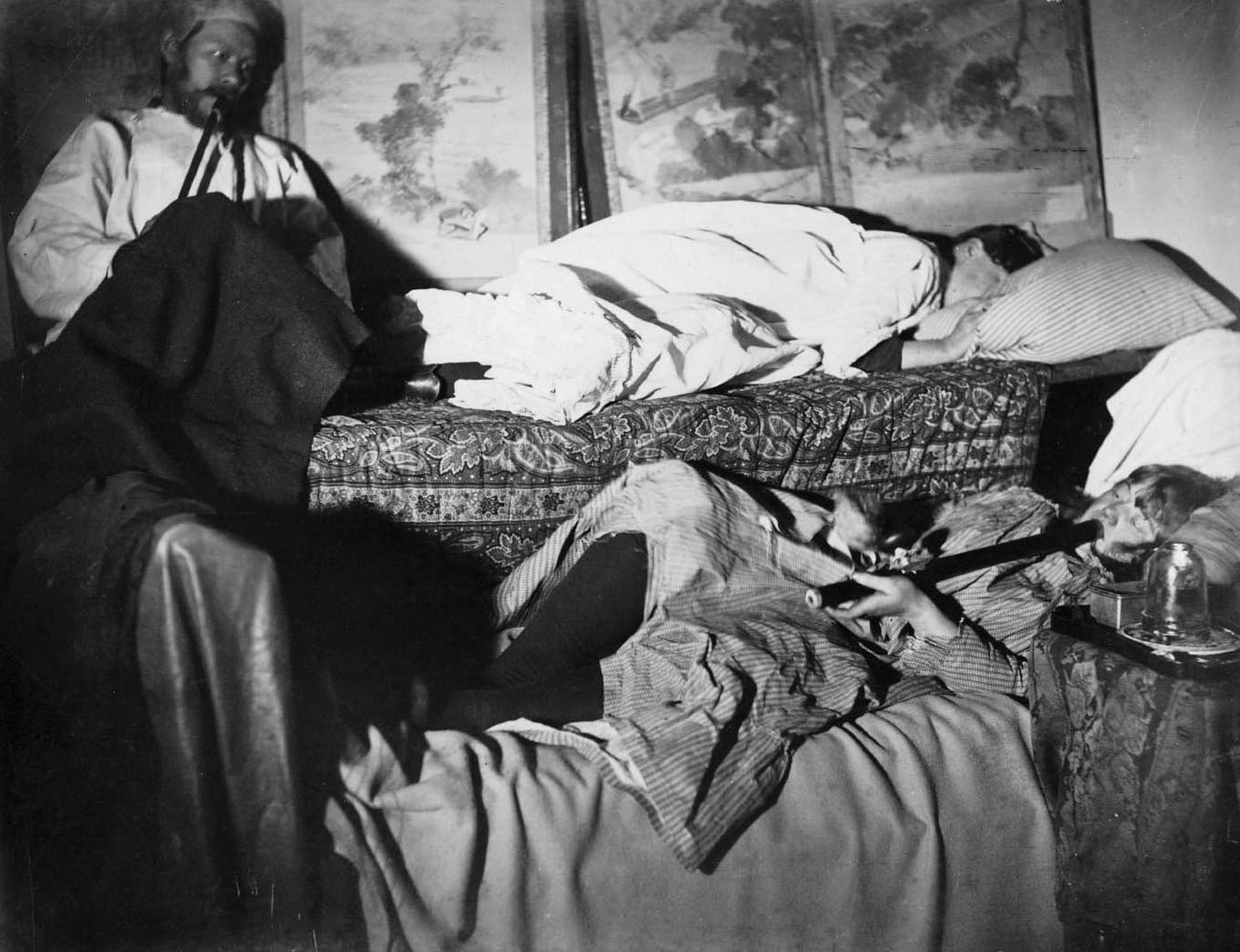
Két nő és egy férfi dohányzik egy ópiumbarlangban, 19. század vége

A kábítószer-használati zavarok igen elterjedtek, és nagymértékben károsítják az egyének egészségét, jólétét és társadalmi működését. A jutalmazásban, a végrehajtó funkciókban, a stresszreaktivitásban, a hangulatban és az önismeretben szerepet játszó agyi hálózatokban bekövetkező hosszan tartó változások állnak a függőségben szenvedő (közepesen súlyos vagy súlyos kábítószer-függő) személyeknél az anyagok fogyasztására irányuló intenzív késztetés és e késztetés kontrollálásának képtelensége mögött. Az egészség biológiai (beleértve a genetikát és a fejlődési életszakaszokat) és társadalmi (beleértve a kedvezőtlen gyermekkori tapasztalatokat) meghatározói elismert tényezők, amelyek hozzájárulnak a kábítószer-függőség kialakulásával szembeni sebezhetőséghez vagy ellenálló képességhez. Következésképpen a társadalmi kockázati tényezőket célzó megelőzési stratégiák javíthatják az eredményeket, és ha gyermek- és serdülőkorban alkalmazzák őket, csökkenthetik e rendellenességek kockázatát.
Ez a szakasz a szerhasználati zavarok okait a biopszichoszociális modellnek megfelelő kategóriákba sorolja. Fontos azonban szem előtt tartani, hogy ezeket a kategóriákat a tudósok részben kényelmi okokból használják; a kategóriák gyakran átfedik egymást (például azok a serdülők és felnőttek, akiknek szülei alkoholhasználati zavarban szenvedtek (vagy szenvednek), nagyobb arányban mutatnak alkoholproblémákat, ami genetikai, megfigyelésen alapuló tanulási, társadalmi-gazdasági és egyéb okozó tényezőkre vezethető vissza); és ezek a kategóriák nem az egyetlen módjai a szerhasználati zavarok etiológiájának osztályozására.
Hasonlóképpen, a legtöbb kutató ezen és a kapcsolódó területeken (mint például a pszichopatológia etiológiája általában), hangsúlyozza, hogy a különböző oksági tényezők összetett és sokrétű módon kölcsönhatásban vannak és befolyásolják egymást.

### Társadalmi meghatározó tényezők
Az idősebb felnőttek körében az elvált, külön élő vagy egyedülálló személyek; a több anyagi forrással rendelkezők; a vallási hovatartozás hiánya; a gyász, a kényszerű nyugdíjazás és a hajléktalanság mind összefüggésbe hozható az alkoholproblémákkal, beleértve az alkoholfogyasztási zavarokat is. Sokszor a problémák összefügghetnek egymással, a munkahely nélküli emberek nagyobb valószínűséggel élnek vissza szerekkel, ami aztán munkaképtelenné teszi őket. A munkahely hiánya stresszhez és néha depresszióhoz vezet, ami viszont az egyénnél a szerhasználat fokozódásához vezethet. Ez a kábítószerrel való visszaélés és a munkanélküliség körforgásához vezet. A kábítószerrel való visszaélés valószínűsége gyermekkorban megnőhet. Egy 2021-ben végzett tanulmányon keresztül, amely a gyermekkori tapasztalatoknak a későbbi szerhasználatra gyakorolt hatásáról szólt, a kutatók megállapították, hogy közvetlen kapcsolat van a két tényező között. Azoknak az egyéneknek, akiknek gyermekkorukban olyan élményeik voltak, amelyek valamilyen módon traumatizálták őket, sokkal nagyobb volt az esélyük a kábítószerrel való visszaélésre.
Bár a kábítószer-függőséget gyakran személyközpontú problémának tekintik, ez egyben családi betegség is. A szerhasználattal küzdő egyének gyakran károsítják a szeretteikkel való kapcsolatokat, és súlyos esetekben a kábítószer-függőség válás vagy a kormányzati szervek, például a gyermekvédelmi szolgálat (CPS) beavatkozása révén a család szétválásához vezethet. Sajnos, akár öngyilkossághoz is vezethet, a családokat gyászban hagyva. A kábítószer-függőség általában számos érzelmi és pszichológiai problémával jár együtt, beleértve a dühöt, a bűntudatot, a depressziót, a szorongást és az erőszakot. Ezek a problémák nemcsak az egyént, hanem a családját és a közösségét is érintik. A kábítószer-függőség elleni hatékony küzdelemhez elengedhetetlen, hogy foglalkozzunk az okokkal, különösen a mentális egészségügyi kihívásokkal. A mentális egészségügyi ellátáshoz való hozzáférés javításával az emberek segíthetnek a szerhasználat megelőzésében és hatékonyabb kezelésében. Számos program áll rendelkezésre a kábítószer-függőség által érintett egyének és családok támogatására. Ezek közé tartoznak a terápiás központok, a támogató csoportok és az olyan speciális kezelési létesítmények, mint a Bear River Health, a Sacred Heart, a Harbor Hall és az ATS. A társak támogatása létfontosságú szerepet játszik a felépülésben. Az olyan szervezetek, mint az Al-Anon/Nar-Anon, az AA/NA, a Celebrate Recovery és a DHARMA támogatást nyújtanak a szerhasználat kihívásaiban eligazodó egyéneknek és családoknak. 

## Epidemiológia

A kábítószer-használati rendellenességekből eredő, fogyatékossággal korrigált életév, a betegségterhelés általános mértékegysége (a betegség, fogyatékosság vagy korai halálozás miatt elvesztett évek száma) 100 000 lakosra vetítve 2004-ben
nincs adat
<40
40-80
80-120
120-160
160-200
200-240
240-280
280-320
320-360
360-400
400–440
>440

A kábítószer-használati rendellenességek aránya országonként és anyagonként eltérő, de az általános előfordulási gyakoriság magas. Globális szinten a férfiak sokkal nagyobb arányban érintettek, mint a nők. A fiatalabbak szintén nagyobb valószínűséggel érintettek, mint az idősebbek.

### Egyesült Államok
2020-ban a 12 éves vagy idősebb amerikaiak 14,5%-ának volt kábítószer-használati zavara az elmúlt évben. 2020-ban az alkoholfogyasztási zavarok aránya az elmúlt évben alig több mint 5% volt. A 12 éves vagy idősebb emberek körülbelül 3%-ának volt tiltott droghasználati rendellenessége. A tiltott droghasználati rendellenesség legmagasabb aránya a 18-25 évesek körében volt, nagyjából 7%.
Az Amerikai Egyesült Államokban 2017-ben több mint 72 000 kábítószer-túladagolásból eredő haláleset történt, ami háromszoros növekedés 2002-hez képest. 2017-ben azonban a CDC külön számolja az alkoholtúladagolásból eredő haláleseteket; így ez a 72 000-es szám nem tartalmazza a 2017-ben bekövetkezett 2366 alkoholtúladagolásból eredő halálesetet. A szintetikus opioidok - amelyek jellemzően fentanilt tartalmaznak - okozta túladagolásos halálesetek száma az elmúlt néhány évben jelentősen megnőtt, és évente közel 30 000 halálesethez járul hozzá. 2002 és 2017 között a szintetikus opioidok, például a fentanil okozta halálozási arány 22-szeresére nőtt. A heroin és más természetes és félszintetikus opioidok együttesen nagyjából 31 000 túladagolásos halálesethez járultak hozzá. A kokain nagyjából 15 000 túladagolásos halálesethez járult hozzá, míg a metamfetamin és a benzodiazepinek egyenként nagyjából 11 000 halálesethez. Megjegyzendő, hogy a fent felsorolt egyes kábítószerekből eredő halálozás nem összegezhető, mivel e halálesetek közül sok esetben kábítószerek kombinációi voltak, például kokain és opioid kombinációjának túladagolása.
Az alkoholfogyasztásból eredő halálesetek évente több mint 88 000 emberéletet követelnek. A dohányzás továbbra is a megelőzhető halálokok vezető oka, évente több mint 480 000 halálesetért felelős az Egyesült Államokban. Ezek az ártalmak pénzügyileg is jelentősek, az éves összköltségük több mint 420 milliárd amerikai dollár, az egészségügyi ellátás több mint 120 milliárd dollár.

## Lásd még
- Függőség (farmakológia)